# 동부초등학교 (강원)
동부초등학교는 대한민국 강원특별자치도 춘천시 후평동에 있는 공립 초등학교이다.

## 학교 연혁
- 1995.03.02 동부국민학교 개교(9학급 편성)
- 1996.03.01 동부초등학교로 개명, 교육부 지정 인성교육 자율 시범학교 운영
- 2001.04.14 강원소년체전 축구 우승
- 2003.05.29 제23회 강원도협회장기 축구대회 우승
- 2009.03.01 특수학급 1학급 개설
- 2009.03.01 강원도지정 에너지 절약 연구학교
- 2013.03.01 제8대 이승재 교장 선생님 부임
- 2015.02.06 제20회 졸업(졸업생 총 3,046명)
- 2021.06.08 급식실 당번 코로나19 확진자 생김.
- 2021.12.26 3학년 2반 학생 코로나19 확진자 1명.
- 2021.12.27 3학년 2반 학생 코로나19 확진자 2명. 나머지 음성

## 참고 자료
- 동부초등학교 - 한국교육학술정보원 학교알리미